# IC 5141
IC 5141 ist eine Balken-Spiralgalaxie vom Hubble-Typ Sbc im Sternbild Indianer am Südsternhimmel. Sie ist schätzungsweise 197 Millionen Lichtjahre von der Milchstraße entfernt.
Das Objekt wurde am 19. September 1903 vom US-amerikanischen Astronomen Royal Harwood Frost entdeckt.